# Conjunt troglodític de Sorta
El Conjunt troglodític de Sorta, o Cova de Sortaés un jaciment de l'edat del bronze i medieval que es troba a Conca de Dalt (Pallars Jussà), inclòs a l'Inventari del Patrimoni Arqueològic i Paleontològic de Catalunya.
Està situat al nord-nord-oest del poble de Serradell, pertanyent a l'antic terme de Toralla i Serradell, actualment del terme de Conca de Dalt.
Es tracta d'un conjunt de restes medievals de caràcter alhora defensiu i civil, que palesen un hàbitat troglodític que aprofita les grans balmes i coves de la regió.
Propers a aquest despoblat, n'hi ha dos més de la mateixa època i de característiques similars: Esplugallonga i Espluguell.

## La llegenda de Sorta
Pep Coll, l'escriptor de Pessonada, recull una llegenda sobre l'antic poblament instal·lat a Sorta. Com moltes llegendes d'arreu del país, se situa en el temps dels moros.
A Sorta hi havia un poble cristià que havia quedat assetjat pels moros, que habitaven a la cova del davant, la d'Esplugallonga. Els cristians estaven a l'última pregunta, gairebé sense aliments. En aquell moment, se'ls va acudir un estratagema: van agafar l'última vaca que els quedava, li van fer empassar tot el blat que els quedava, i quan ja estava ben peixada, la van estimbar pel penya-segat que s'obre dessota la cova de Sorta.
Quan els moros assetjadors van veure caure la vaca, convençuts que s'havia estimbat per accident, es van trobar l'animal mort i amb les entranyes farcides de blat. Això els va desanimar: si els de Sorta es podien permetre alimentar les vaques amb blat, és que tenien recursos sobrers per donar i per vendre, així que van desistir del setge i van abandonar la vall de Serradell. Mentre marxaven vall avall, els de Sorta sortiren rere seu i els van atacar per darrere, fent-ne una bona estossinada, i, com diu Pep Coll, a La vaca de Serradell, Així va acabar, segons la llegenda, la dominació àrab d'aquestes terres de la vall de Serradell.